# Messianism
Messianism är tron på en kommande räddare, Messias (av hebreiska: משיח; moshiach, "den smorde"). Inom judendomen är Messias en mänsklig ättling till kung David, som skall återupprätta Davids rike och skapa världsfred. 
Messias kallas ofta מלך המשיח, Melech ha-Moshiach, med betydelsen "den utvalde/smorde konungen". Kristna tror att Jesus från Nasaret är den väntade Messias. Ordet Kristus (grekiska: Χριστός, Khristós, "smord") är en bokstavlig översättning av ordet moshiach. 
Det finns ett begränsat antal medlemmar av det judiska folket som tror på Jesus (Yeshu'a) som Messias. Dessa kallar sig själva messianska judar och kan delas upp i två grupper: de som närmat sig kristendomen efter att ha övertygats om att Jesus är Messias och de icke-trinitariska kristna som mer söker att närma sig judendomen. Det finns även de som hävdar att det finns andra sätt att namnge och definiera dessa två grupper - den förstnämnda här kallas då kristnade judar och den sistnämnda messianska kristna. Båda har dock inslag av både judendom och kristendom, i regel helgar de dock enbart de högtider som nämns i Tredje Moseboken, kapitel 23 ("Herrens högtider"), och betraktar de kristna traditionella högtiderna som hedniska.
Idén om en kommande räddare finns även inom vissa grenar av islam med tanken på en Mahdi (arabiska: مهدي, Mahdī) som är en kalif som skall komma som befriare.